# Rock and a Hard Place
Singles de The Rolling Stones
Mixed Emotions
(1989) Almost Hear You Sigh
(1990)
Clip vidéo
[vidéo] « Rock and a Hard Place », sur YouTube
Pistes de Steel Wheels
Blinded by Love
(6) Can't Be Seen
(8)
Rock and a Hard Place est une chanson du groupe de rock britannique Rolling Stones parue sur l'album Steel Wheels en août 1989 et en single trois mois plus tard.

## Enregistrement
Signée par le duo Mick Jagger/Keith Richards, la chanson a été enregistrée en même temps que l'album de mars à juin par Christopher Marc Potter et Rupert Coulson aux studios Air sur l'île de Montserrat et aux studios Olympic à Londres. Il a été mixé par Michael H. Brauer. Mick Jagger se retrouve au chant et partage les parties de guitares avec Keith Richards et Ronnie Wood. Alors que le bassiste Bill Wyman et Charlie Watts sont à leur poste, les parties de claviers sont partagées entre Chuck Levell et Matt Clifford et les cuivres assurés par les Kick Horns. Les choristes sont Lisa Fischer, Sarah Dash et Bernard Fowler.
Keith Richards racontera par la suite en détail dans le livret de l'album rétrospective Jump Back en 1993 les conditions de créations de la chanson (incluse dans la compilation) :
« C'était comme revenir à la façon dont nous travaillions au début, avant Exile on Main St., quand nous vivions dans le même coin à Londres. Mick et moi ne nous étions pas croisés depuis quatre ans après Dirty Work (1986), mais dès que nous nous sommes retrouvés à la Barbade pendant quinze jours, avec quelques guitares et pianos, tout allait bien. »
À la sortie du single, Mick Jagger a déclaré :
« C'est l'une de ces chansons comme Start Me Up, où dès que vous entendez les notes d'ouverture, vous vous dirigez vers la piste de danse. C'est comme si onétait dans les années 70, de la meilleure façon possible. »

## Parution et réception
Rock and a Hard Place est sorti en single le 13 novembre 1989 (le second tiré de l'album Steel Wheels). Le single comporte également un remix de la chanson rallongée par le producteur Chris Kimsey (la version 12 inch) et Cook Cook Blues, un slow blues inédit qui provient des sessions de l'album Undercover en 1983. Le single rencontre un succès mitigé, bien qu'il se classe dixième au Canada. Le single a débuté à la 84e place du hit-parade britannique des singles (pour la semaine du 19 au 25 novembre 1989) et atteint la 63e place la semaine suivante.
Le clip musical de la chanson est filmé par Wayne Isham au Sullivan Stadium à Foxborough, Massachusetts durant les trois soirs de concert du groupe à guichets fermés. Le clip atteint le Top 10 sur MTV dans la rubrique Top 20 Video Countdown en décembre 1989.
La chanson est interprétée quelquefois en concert au cours des tournées Steel Wheels/Urban Jungle (1989-1990), Voodoo Lounge (1994-1995), Bridges to Babylon (1997-1998) et Forty Licks (2002-2003). Un enregistrement en concert issu de la première tournée apparait sur l'album live Flashpoint en 1991. De plus, un autre enregistrement live issu du concert au Tokyo Dome apparait sur le bootleg officiel Live at the Tokyo Dome.
La version studio de Rock and a Hard Place apparait dans les compilations Jump Back (1993) et Honk (2019).

## Liste des titres
1. Rock and a Hard Place – 4:05
2. Cook Cook Blues – 4:08

## Personnel

### The Rolling Stones
- Mick Jagger : chant, guitare
- Keith Richards : guitare
- Ronnie Wood : guitare
- Bill Wyman : basse
- Charlie Watts : batterie

### Musiciens additionnels
- Chuck Levell : orgue
- Matt Clifford : claviers
- The Kick Horns : cuivres
- Sarah Dash, Lisa Fisher et Bernard Fowler : chœurs

### Equipe technique
- Chris Kimsey : production
- Christopher Marc Potter et Rupert Coulson : ingénieurs du son
- Michael H. Brauer : mixage

## Classements

### Classements hebdomadaires
| Classement (1989–1990)         | Meilleure position |
| ------------------------------ | ------------------ |
| Australie (ARIA)               | 99                 |
| Canada (Top Singles)           | 10                 |
| Pays-Bas (Dutch Top 40)        | 40                 |
| Pays-Bas (Single Top 100)      | 23                 |
| Royaume-Uni (UK Singles Chart) | 63                 |
| États-Unis (Hot 100)           | 23                 |

### Classements en fin d'année
| Classement (1990)       | Position |
| ----------------------- | -------- |
| Pays-Bas (Dutch Top 40) | 341      |